# 1440p
1440p — семейство разрешений экрана c вертикальным разрешением равным 1440 пикселям. «p» в конце обозначает прогрессивную развёртку.
Самым популярным разрешением в семействе является разрешение 2560×1440 пикселей (соотношение сторон 16:9).
Его часто обозначают аббревиатурами QHD (Quad HD) или WQHD (Wide Quad HD). Разрешение 3440х1440 называют UWQHD.

## Применение термина «2К» в отношении разрешения 2560×1440
Термин «2К» периодически применяется к разрешению 2560×1440. Это применение не совпадает с применением термина «4К», обозначающего примерное горизонтальное разрешение в 4000 пикселей.
Таким образом к термину «2К» больше подходят разрешения 1920 или 2048 пикселей в ширину. Некоторые источники предпочитают использовать термин «2,5К» для обозначения разрешения 2560×1440, чтобы избежать путаницы.

## История и развитие
Разрешение 1440p, соответствующее 2560x1440 пикселей, появилось в начале 2010-х годов. Эволюция экранных технологий и необходимость улучшения качества изображения способствовали его распространению. Первые устройства, поддерживающие 1440p, включали высококачественные компьютерные мониторы и телевизоры премиум-класса. Такие компании, как Dell и ASUS, были пионерами в выпуске мониторов с разрешением 1440p, понимая растущий спрос на более четкое изображение для профессионального и личного использования.
Прорывы в развитии графических процессоров, таких как серии NVIDIA GeForce и AMD Radeon, сыграли ключевую роль в распространении 1440p. Улучшение доступности высококачественных дисплеев сделало это разрешение стандартом для игроков и профессионалов. Важной вехой также стало повсеместное внедрение DisplayPort и HDMI, которые упростили передачу высококачественного видео на устройства с разрешением 1440p.

## Применение

### Компьютерные мониторы
1440p разрешение стало популярным среди рабочих и игровых мониторов благодаря оптимальному соотношению плотности пикселей и производительности. Для программистов и дизайнеров оно предоставляет больше экранного пространства для одновременной работы с несколькими окнами и мелкими деталями. Геймеры ценят 1440p за улучшенное визуальное восприятие без значительного снижения производительности.

### Смартфоны и планшеты
Современные смартфоны и планшеты также начали поддерживать разрешение 1440p. Примеры включают модели, такие как Samsung Galaxy серии S и Huawei Mate. Высокое разрешение на мобильных устройствах повышает четкость изображения, что особенно полезно для просмотра видео и игр.

### Телевизоры
Хотя 4K разрешение стало стандартом для телевизоров, 1440p всё ещё используется, особенно в мониторах меньшего размера для домашнего кинотеатра. Преимущества включают лучшее соотношение стоимости и качества, а также отличную детализацию изображения для просмотра фильмов и сериалов.

## Преимущества и недостатки

### Преимущества
1440p обладает рядом преимуществ по сравнению с 1080p и 4K. В отличие от 1080p, оно предлагает более четкое изображение и большее экранное пространство для работы. С другой стороны, оно менее требовательно к системе, чем 4K, что делает его более доступным для массового пользователя без необходимости обновления аппаратуры.

### Недостатки
1440p требует более мощных графических карт и процессоров для полноценного использования. Это может привести к увеличению расходов на обновление или покупку нового оборудования. Также возможны проблемы с совместимостью некоторых программ и игр, которые не всегда правильно масштабируются под это разрешение.

## Сравнение с другими разрешениями
| Характеристика                         | 720p                 | 1080p                  | 1440p                         | 4K                                                  |
| -------------------------------------- | -------------------- | ---------------------- | ----------------------------- | --------------------------------------------------- |
| Разрешение                             | 1280x720             | 1920x1080              | 2560x1440                     | 3840x2160                                           |
| Общее количество пикселей              | ~0.9 млн             | ~2.1 млн               | ~3.7 млн                      | ~8.3 млн                                            |
| Соотношение сторон                     | 16:9                 | 16:9                   | 16:9                          | 16:9                                                |
| Плотность пикселей (PPI) при 27 дюймах | 54 PPI               | 82 PPI                 | 108 PPI                       | 163 PPI                                             |
| Типичное использование                 | Телевизоры, стриминг | Игры, просмотр фильмов | Игры, профессиональные задачи | Профессиональные задачи, высококачественная графика |

#### Графические примеры
1. 720p (1280x720):
- Незначительные детали
- Подходит для небольших экранов
- 0,9 млн пикселей

2. 1080p (1920x1080):
- Четче, более детализированное изображение
- Наиболее приемлемый вариант для большинства современных мониторов и телевизоров
- 2,1 млн пикселей

3. 1440p (2560x1440):
- Отличная четкость и детализация
- Идеально для гейминга и профессиональных задач
- 3,7 млн пикселей

4. 4K (3840x2160):
- Высокая детализация и четкость
- Подходит для больших экранов и профессиональных задач
- 8,3 млн пикселей